# Śnieżne Kotły
Koordinaten: 50° 46′ 50″ N, 15° 33′ 30″ O

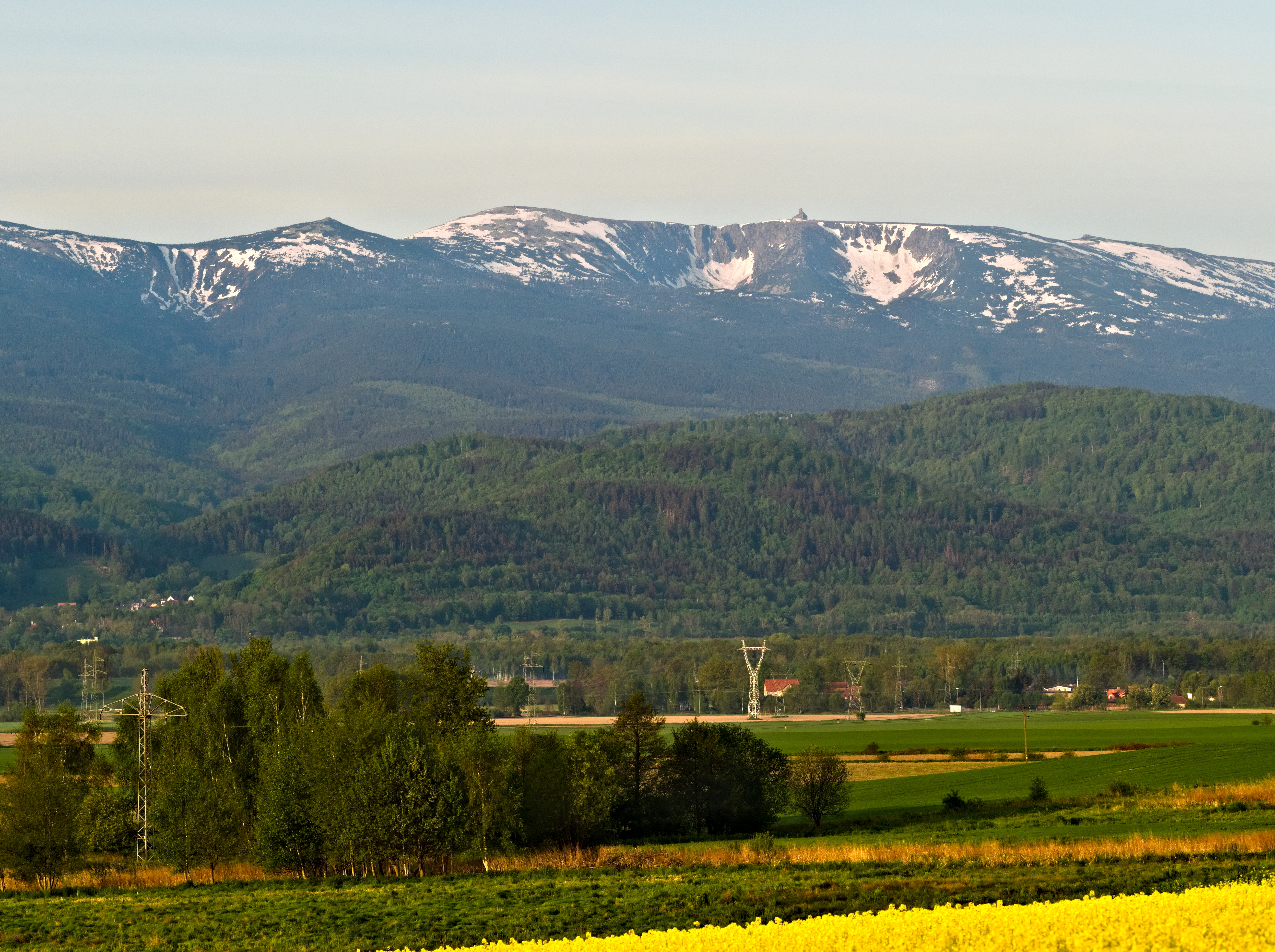
Blick von Norden zum Riesengebirgskamm, die Schneegruben liegen direkt rechts der Bildmitte, dazwischen die Schneegrubenbaude

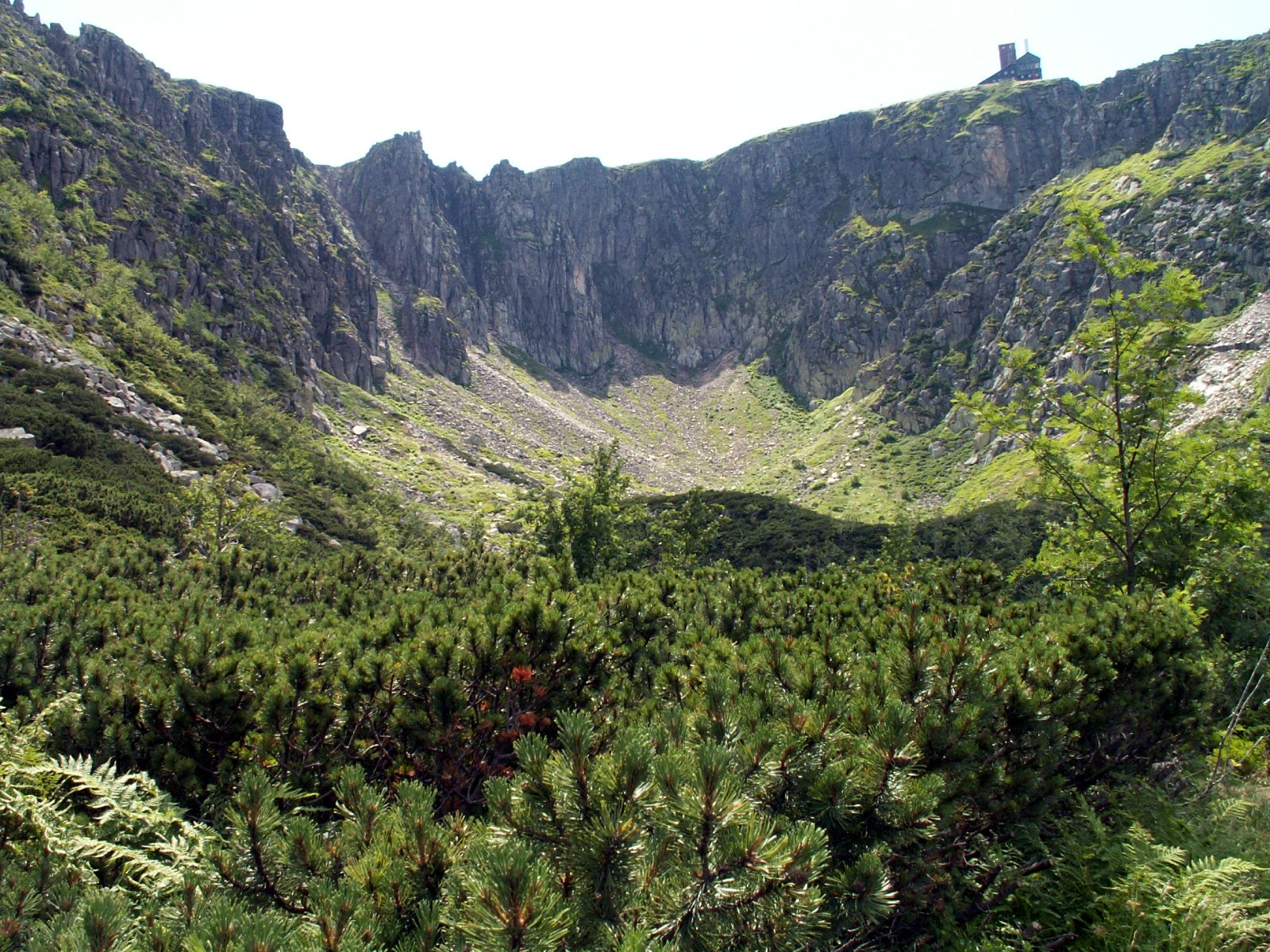
Blick in die Große Schneegrube

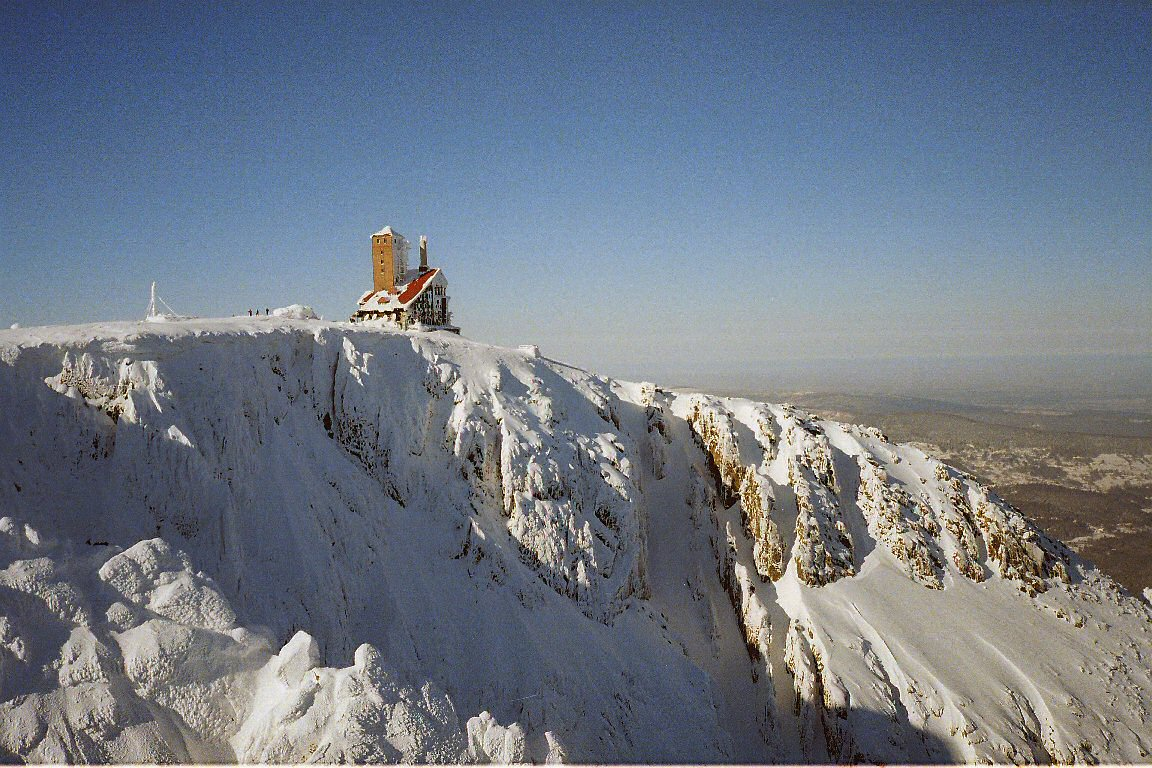
Die Große Schneegrube im Winter

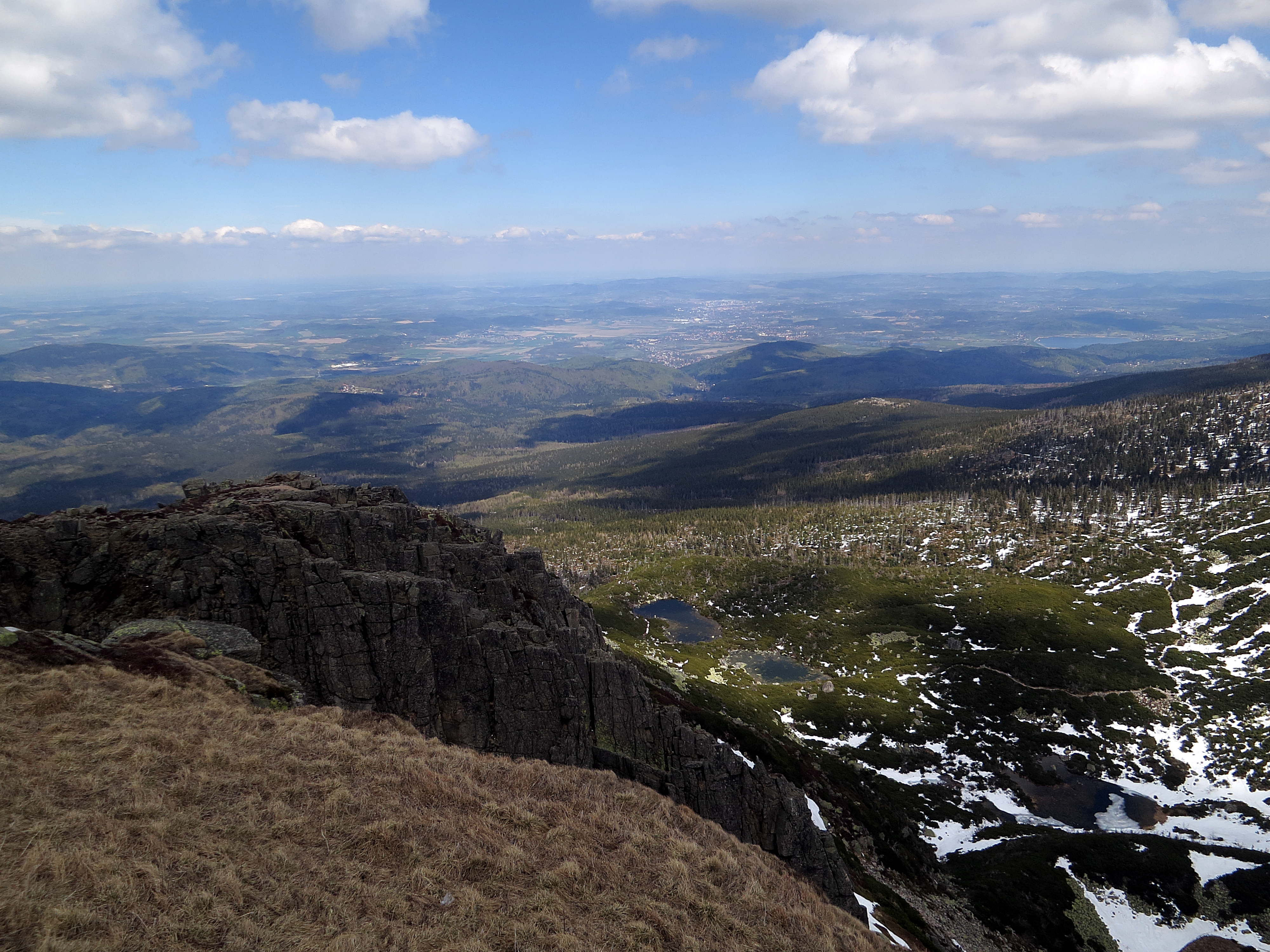
Blick aus der Großen Schneegrube

Die Śnieżne Kotły (deutsch Schneegruben, tschech. Sněžné jámy) sind zwei Gletscherkare im westlichen Riesengebirge in Polen nahe der Grenze zu Tschechien. Sie sind ein einzigartiges Beispiel für die alpine Prägung einer Mittelgebirgslandschaft.

## Lage
Beide Kessel liegen zwischen dem Hohen Rad (1509 m) und dem Veilchenstein (1471 m) auf der Gemarkung der Gemeinde Piechowice (Petersdorf). Die Kleine Schneegrube (poln. Mały Śnieżny Kocioł) am Nordhang ist 550 m lang und 400 m breit. Die Große Schneegrube (poln. Wielki Śnieżny Kocioł) am Osthang ist  800 m lang und 600 m breit. 
Die Felswände der Kare fallen 200 m steil ab und werden in Höhen von 860 bis 900 m von End- und Seitenmoränen begrenzt. Zwischen ihnen liegt das Geröll einer Grundmoräne, die eine maximale Höhe von 15 m erreicht.
An den unteren Rändern der Kare befinden sich mehrere kleinere Seen, die sogenannten Sniezne Stawki (Kochelteiche). Da sie nur eine geringe Tiefe von 1,5 m aufweisen, trocknen sie während der warmen Jahreszeit regelmäßig zu sumpfigen Stellen aus.

## Entstehung
Die kesselförmigen Täler und Moränen wurden durch die Tätigkeit eiszeitlicher Gletscher geschaffen und entstanden während des Pleistozäns, wahrscheinlich während der letzten Kaltzeit. Neben den Karen am Großen und Kleinen Teich bilden die Schneegruben die vollkommensten Karformen, die auf polnischer Seite des Riesengebirges zu finden sind.

## Flora
Eine geologische Besonderheit gibt es in der Kleinen Schneegrube, durch deren steile Granithänge zwei deutlich sichtbare 30–60 Meter breite und 120 Meter lange Basaltadern bis in eine Höhe von 1425 m verlaufen. Diese Gesteinsgänge stellen das vermutlich höchstgelegene Basaltvorkommen in ganz Mitteleuropa dar.
Besonders an dieses Gesteinsvorkommen gebunden sind viele der hier wachsenden Pflanzen, denn der mineralreiche Basalt ermöglichte die Entstehung des an Flora artenreichsten Orts im Riesengebirge.
Hier wächst der Schnee-Steinbrech (Saxifraga nivalis), der in Mitteleuropa nur hier vorkommt, eine endemische  Unterart des Moschus-Steinbrechs (Saxifraga moschata subsp. basaltica) und der Alpen-Wimperfarn (Woodsia alpina).
Auf dem übrigen Gebiet der Schneegruben gibt es darüber hinaus zahlreiche seltene Arten der alpinen Flora wie z. die Alpen-Küchenschelle (Pulsatilla alpina), die Zwerg-Primel (Primula minima), den Sudeten-Eisenhut (Aconitum plicatum), die Gebirgs-Rose (Rosa pendulina), den Alpen-Milchlattich (Cicerbita alpina) und das Moosglöckchen (Linnaea borealis), ein  Eiszeitrelikt.

## Fauna
Zeugen der Eiszeit sind im Riesengebirge häufig zu finden, so zum Beispiel die Arktische Windelschnecke (Vertigo modesta), die hier in den von Pflanzen überwachsenen Geröllfeldern ideale Lebensbedingungen hat. Und natürlich leben hier auch Vögel wie die Alpenbraunelle (Prunella collaris) und die Ringdrossel (Turdus torquatus).

## Naturschutz
Die Schneegruben waren eines der ersten Gebiete in den Sudeten, die zum Schutz seltener Flora und Fauna eingerichtet wurden. Sie haben bereits seit 1933 den Status als Naturschutzgebiet und gehören heute zum polnischen Nationalpark Karkonoski Park Narodowy (KPN).

## Tourismus
Die Schneegruben werden von der Rübezahlkanzel (Czarcia Ambona) (1497 m) überragt. Diese Felsengruppe mit der für das Riesengebirge typischen Wollsackverwitterung kann über Stufen bestiegen werden und bietet neben einer eindrucksvollen Aussicht etwas Nervenkitzel, denn die Felswände stürzen unterhalb des Aussichtspunkts über 100 Meter senkrecht hinab.
Daneben, auf einer Höhe von 1490 m, steht der Fernseh- und Rundfunksender Radiowo-Telewizyjny Ośrodek Nadawczy RTON Śnieżnymi Kotłami, der in der ehemaligen Schronisko "Nad Śnieżnymi Kotłami" (Schneegrubenbaude) untergebracht ist. Die Ursprünge dieses Gebäudes gehen auf das Jahr 1835 zurück, als durch eine Initiative des Grafen Schaffgotsch hier die erste Jugendherberge zu Beginn des Tourismus im Riesengebirge gegründet wurde. 
Das Gebiet um die Schneegruben ist für Wanderer und Mountainbiker gut erschlossen. Dazu gehören mehrere Bergbauden, die über Wanderwege wie dem Główny Szlak Sudecki (Sudeten-Hauptwanderweg), dem heute Tschechisch-Polnischer Freundschaftsweg genannten Kammweg und dem Korallensteinweg miteinander verbunden sind. Zu nennen sind die Martinova bouda (Martinsbaude) am Südhang des Hohen Rades, die Schronisko PTTK "Pod Łabskim Szczytem" (Alte Schlesische Baude) am Nordhang und die  Labská bouda (Elbfallbaude) am Südhang des Veilchensteins.

## Galerie

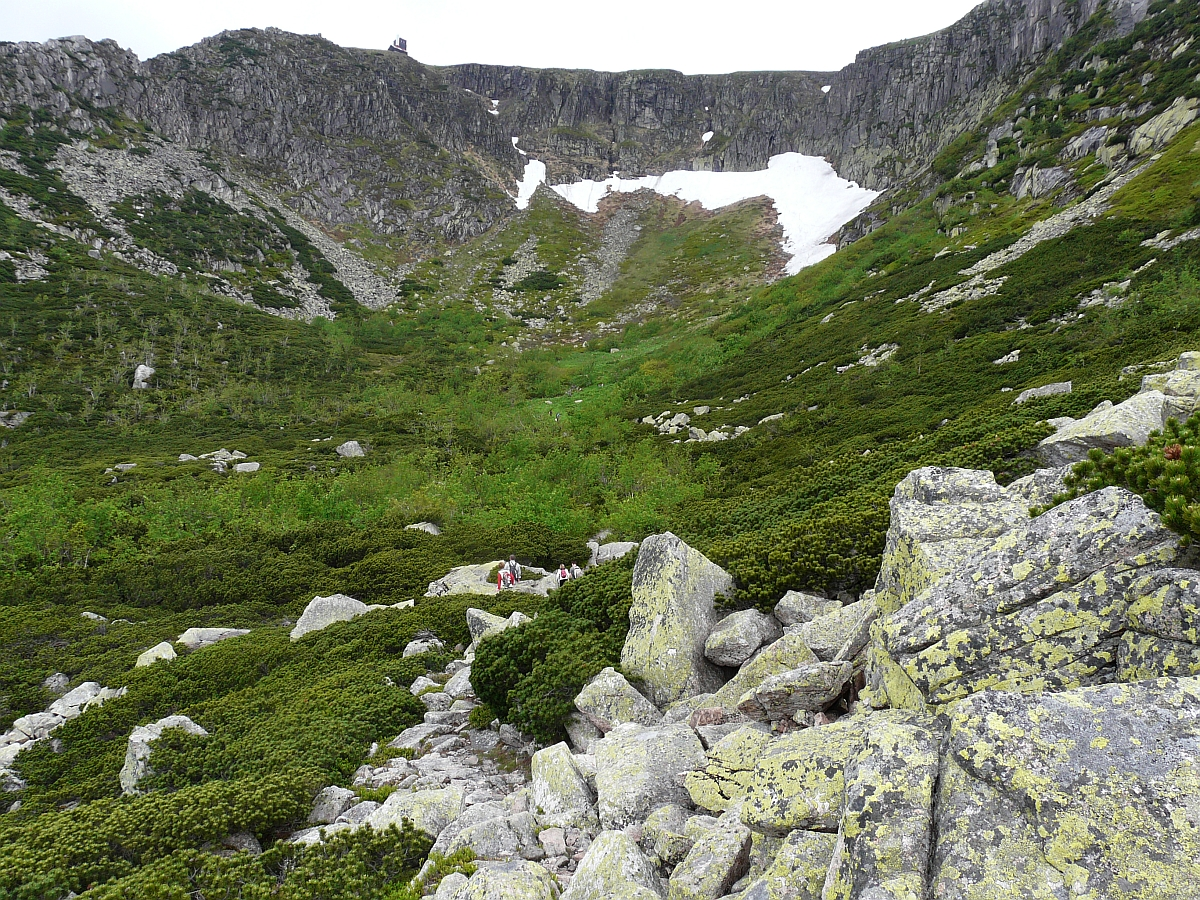
Kleine Schneegrube
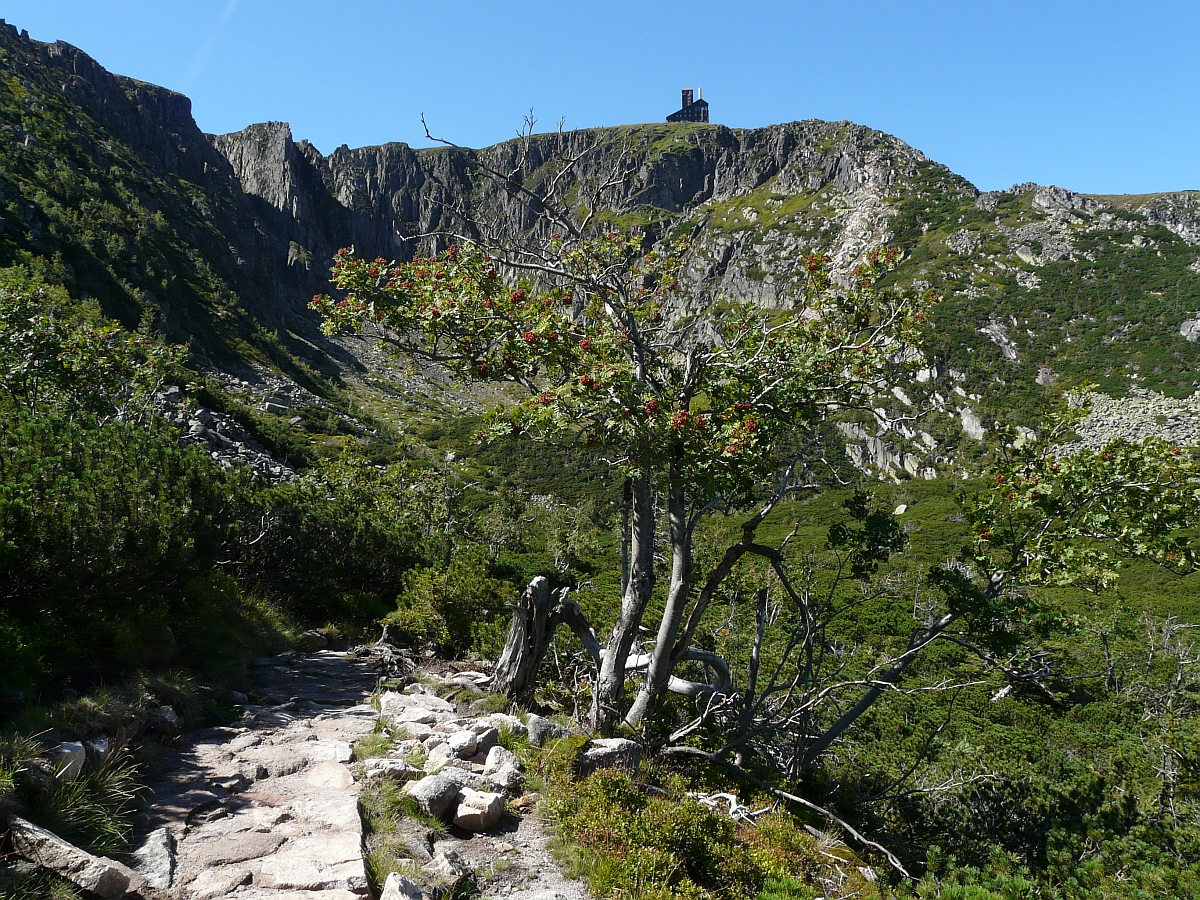
Große Schneegrube
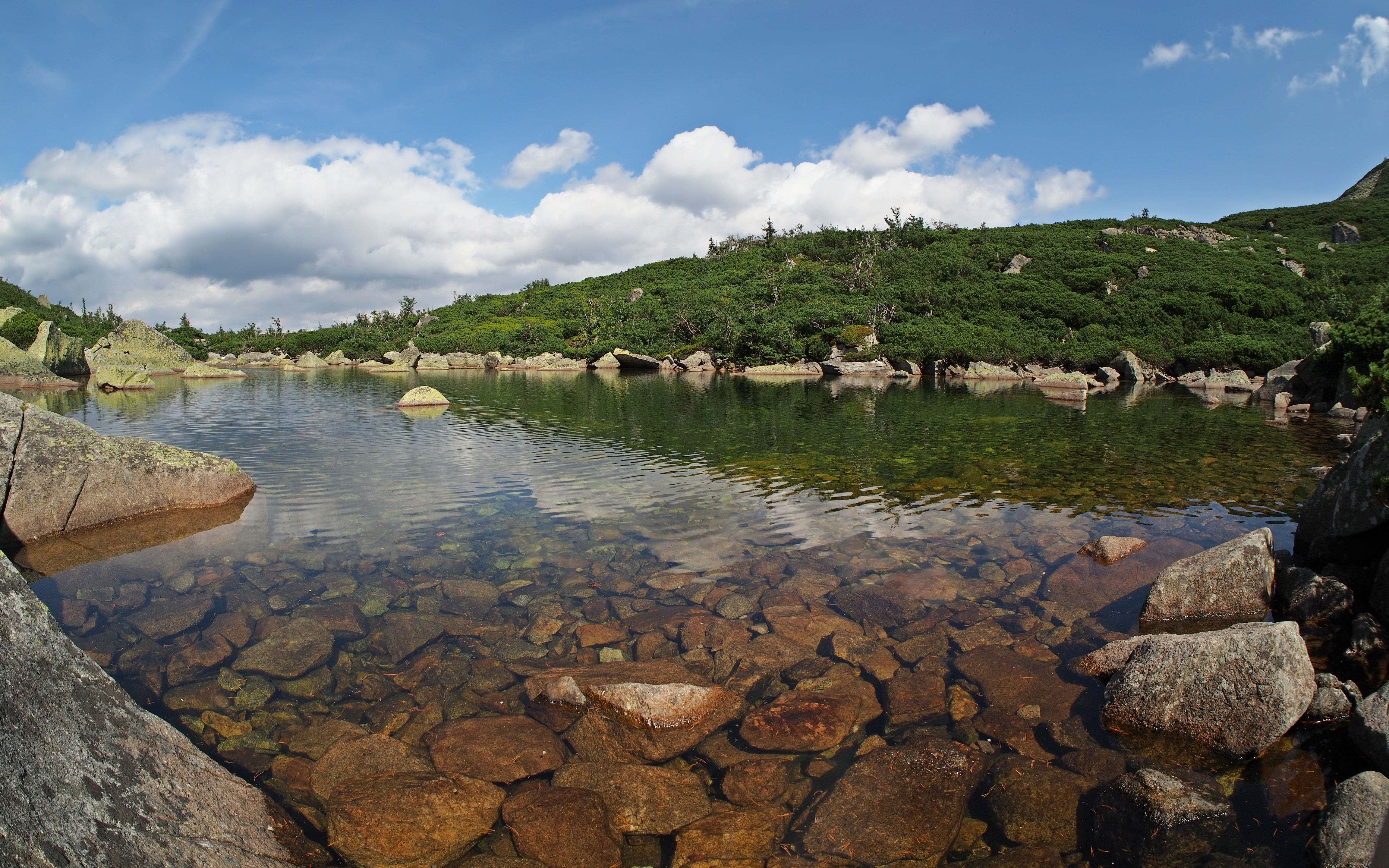
Kochelteiche
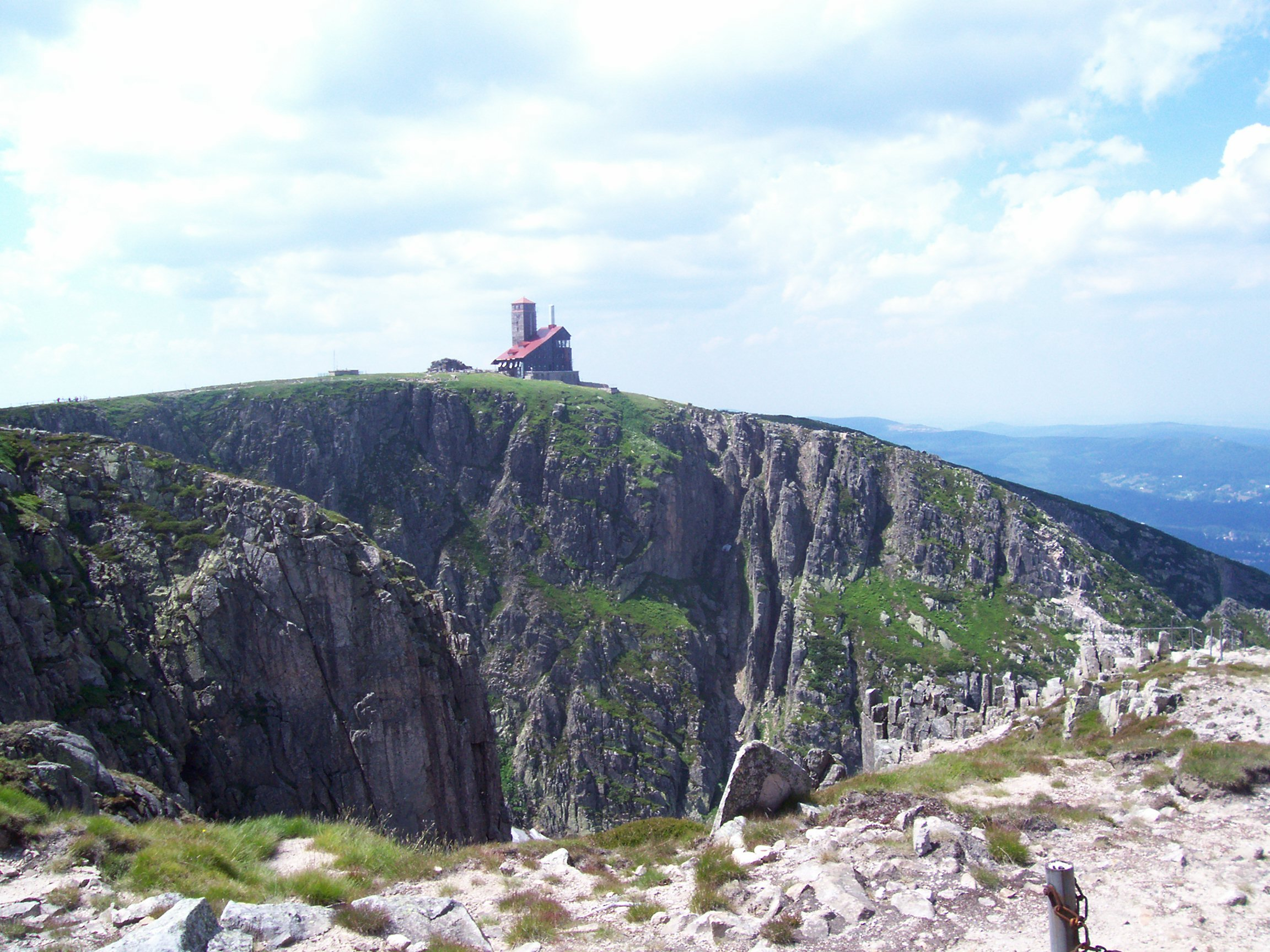
Die Sendestation RTON Śnieżne Kotły
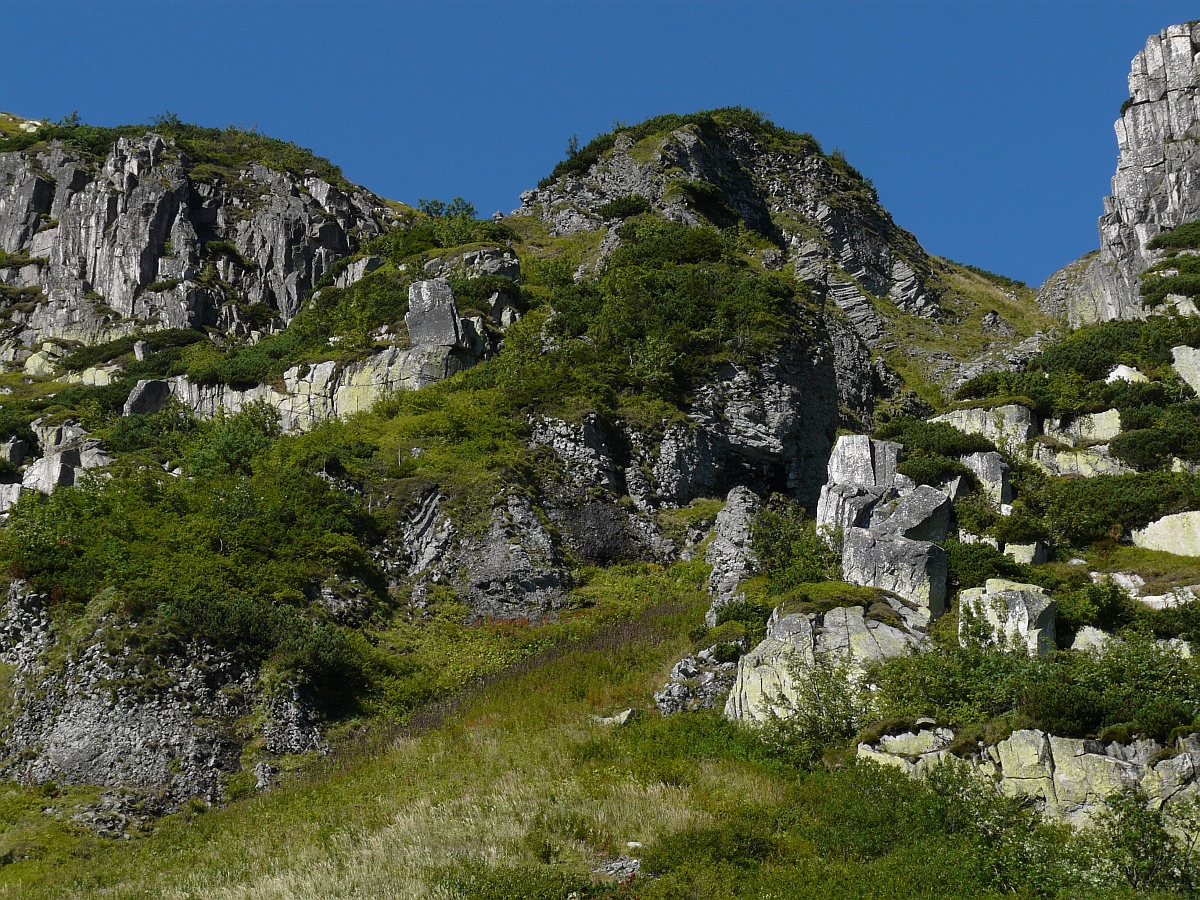
Basaltader (Kleine Schneegrube)